# Đội tuyển bóng đá bãi biển quốc gia Tunisia
Đội tuyển bóng đá bãi biển quốc gia Tunisia (tiếng Ả Rập: منتخب تونس لكرة القدم الشاطئية), biệt danh Les Aigles de Carthage (The Eagles of Carthage hay The Carthage Eagles), đại diện Tunisia ở các giải thi đấu bóng đá bãi biển quốc tế và được điều hành bởi Liên đoàn bóng đá Tunisia, cơ quan quản lý bóng đá ở Tunisia.

## Đội hình hiện tại
Chính xác tính đến tháng 6 năm 2011
Ghi chú: Quốc kỳ chỉ đội tuyển quốc gia được xác định rõ trong điều lệ tư cách FIFA. Các cầu thủ có thể giữ hơn một quốc tịch ngoài FIFA.
| Số | VT | Quốc gia | Cầu thủ |
| -- | -- | -------- | ------- |
| 1  | TM |          |         |
| 2  | HV |          |         |
| 4  | HV |          |         |
| 5  | TV |          |         |
| 6  | HV |          |         |

| Số | VT | Quốc gia | Cầu thủ |
| -- | -- | -------- | ------- |
| 8  | TV |          |         |
| 9  | TĐ |          |         |
| 10 | TV |          |         |
| 11 | TĐ |          |         |
| 22 | TM |          |         |

Huấn luyện viên:

## Ban huấn luyện hiện tại
- Trợ lý huấn luyện viên:
- Đại biểu trưởng:

## Thành tích
- Thành tích tốt nhất tại Giải vô địch bóng đá bãi biển châu Phi: 
  - None